# LK (Mondlandefähre)

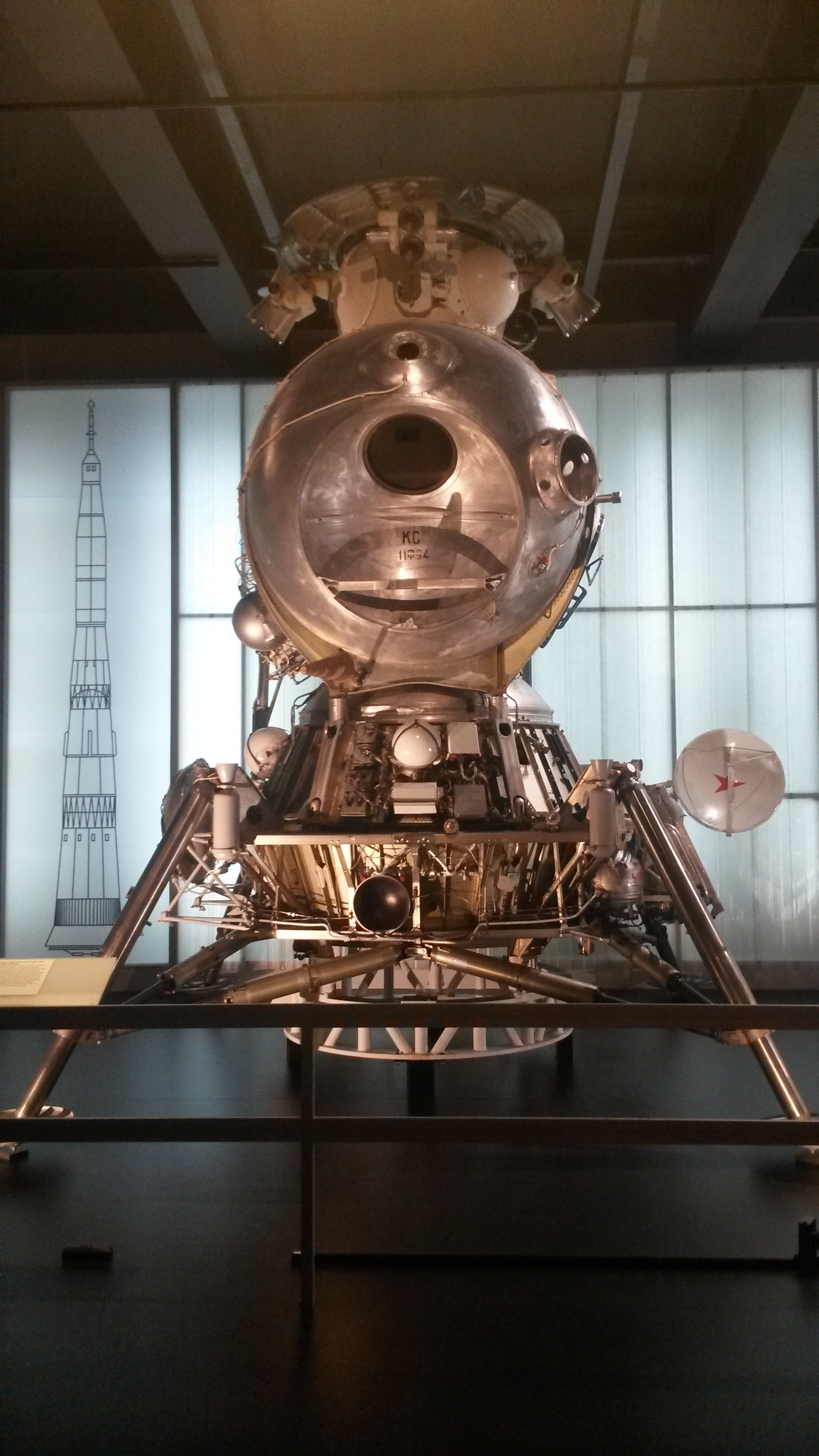
Prototyp des LK-Landers, ausgestellt im Science Museum in London

Das LK (Lunniy korabl, russisch für "Mondschiff") war die Mondlandefähre des gescheiterten sowjetischen bemannten Mondprogramms. Es fanden nur drei unbemannte Testflüge in der Erdumlaufbahn statt.

## Entwicklung
Am 3. August 1964 beauftragte das Zentralkomitee der KPdSU das Entwicklungsbüro OKB-1 unter Sergei Pawlowitsch Koroljow, eine bemannte Mondlandung noch vor den USA zu erreichen. Wie beim Apollo-Programm sah das Konzept vor, dass sich ein kleineres Landemodul (LK) im Mondorbit vom Mutterschiff (LOK) abkoppelt, landet und später wieder andockt.
Beide Einheiten sollten mit der N1-Rakete gestartet werden, die 95 Tonnen in den Erdorbit befördern konnte – deutlich weniger als die US-amerikanische Saturn 5 mit 144 Tonnen. Die Startmasse des LK musste auf 5500 kg begrenzt werden, nur ein Drittel der Apollo-Mondlandefähre. Dies erwies sich als großes Problem, und im Lauf der Entwicklung mussten viele Maßnahmen zur Gewichtsersparnis getroffen werden; unter anderem wurde die Besatzung von zwei auf einen Kosmonauten reduziert.

## Aufbau
Die finale Version des LK war 5,2 m hoch und hatte eine Startmasse von 5560 kg, wovon 2390 kg auf den Treibstoff entfielen.

### Landegestell

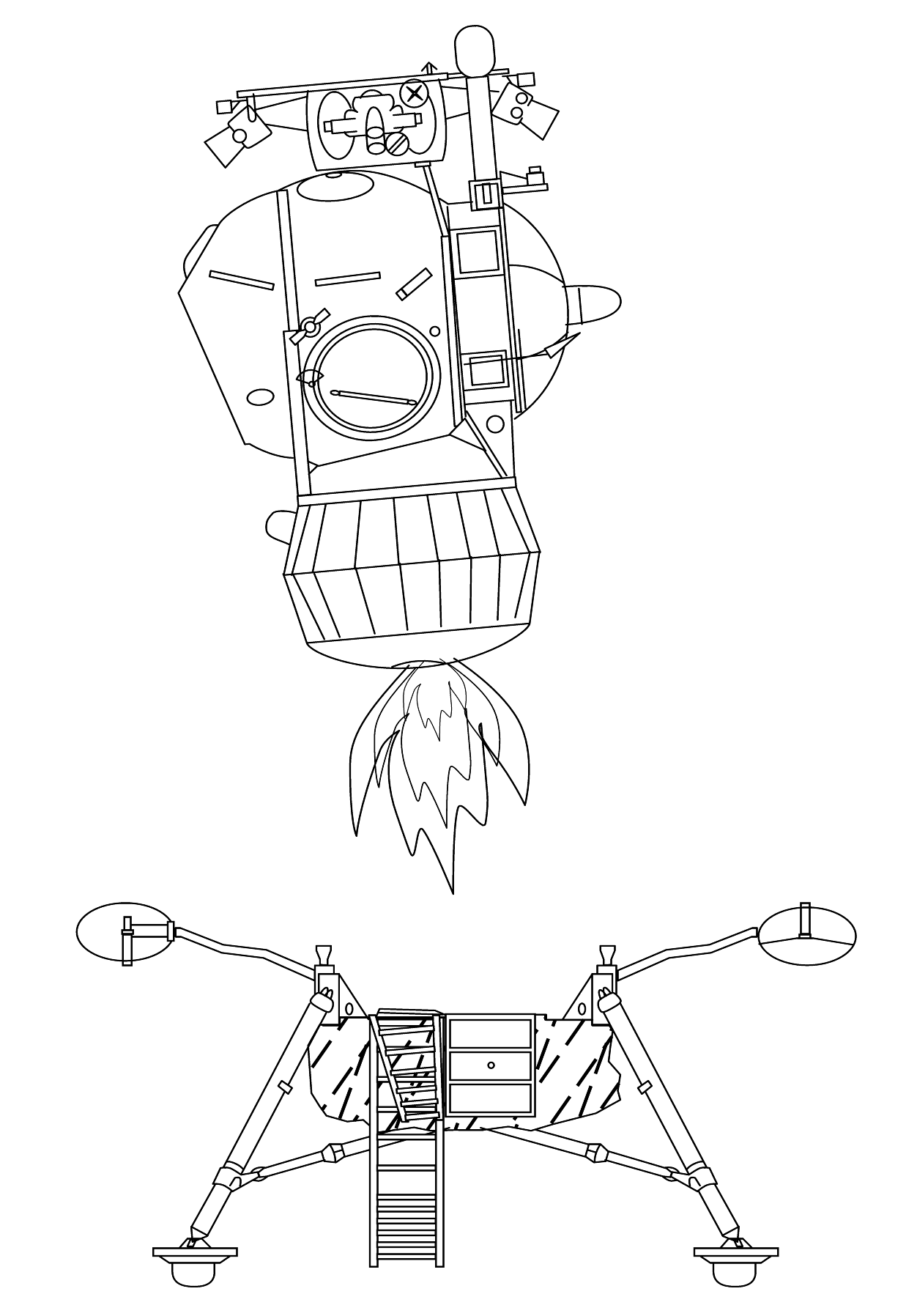
Zeichnung des LK beim Rückstart von der Mondoberfläche

Das Landegestell (lunniy posadocnie ustroistviy, LPU) war der einzige Teil des LK, der nach dem Rückstart auf dem Mond zurückblieb. Es trug alle Komponenten, die nach der Landung nicht mehr benötigt wurden, darunter das Planeta-Landeradar, Batterien, Wassertanks für das Kühlsystem und die TV-Kamera, mit der der Ausstieg des Kosmonauten gefilmt werden sollte.
Aufgrund der begrenzten Treibstoffreserven blieb dem Kosmonauten nur wenig Zeit zur Auswahl eines geeigneten Landeplatzes. Das LPU war daher für stabile Landungen selbst auf Hängen bis 30° ausgelegt. Beim Bodenkontakt sollten nach oben gerichtete Feststofftriebwerke zünden, um das Gestell zu stabilisieren.

### Block-E-Antriebssystem

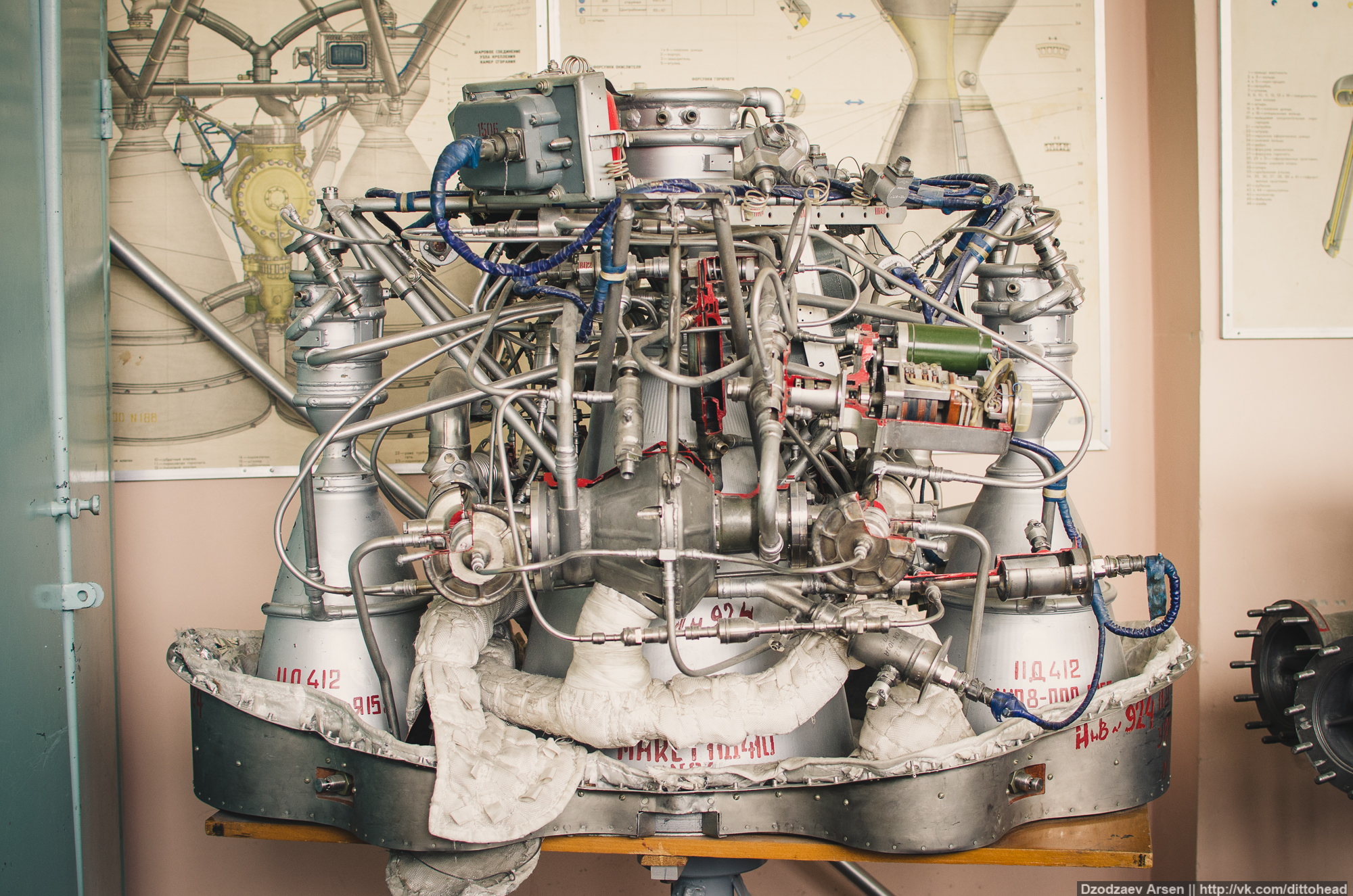
Triebwerksblock des Block-E-Systems. In der Mitte die Düse des RD-858-Haupttriebwerks; seitlich die beiden Düsen des RD-859-Ersatztriebwerks

Das Block-E-Antriebssystem sollte sowohl den letzten Teil der Landung nach dem Abwurf der Blok-D-Bremsstufe in wenigen Kilometern Höhe als auch für den Rückstart in den Mondorbit übernehmen. Im Gegensatz zum restlichen LK wurde es vom OKB-586 entwickelt.
Zur Erhöhung der Ausfallsicherheit verfügte Block E über zwei unabhängige Triebwerke mit je etwa 20 kN Schub, sodass die Mission auch bei Ausfall eines Triebwerks fortgesetzt werden konnte. Als Treibstoffe dienten Distickstofftetroxid und UDMH. Um den Schwerpunkt niedrig zu halten, waren die Triebwerke weitgehend in einen der Tanks integriert. Die Treibstofftanks wurden aktiv gekühlt und durch ein Titanschild vor Schäden bei der Landung geschützt.

#### Folgeanwendungen
Nach dem Abbruch des Mondprogramms wurde Block E zur Basis für die dritte Stufe der Zyklon-3, für militärische Interkontinentalraketen und als vierte Stufe der europäischen Vega-Rakete. 2008 und 2017 erwarb China Teile der Technologierechte.

### Kabine

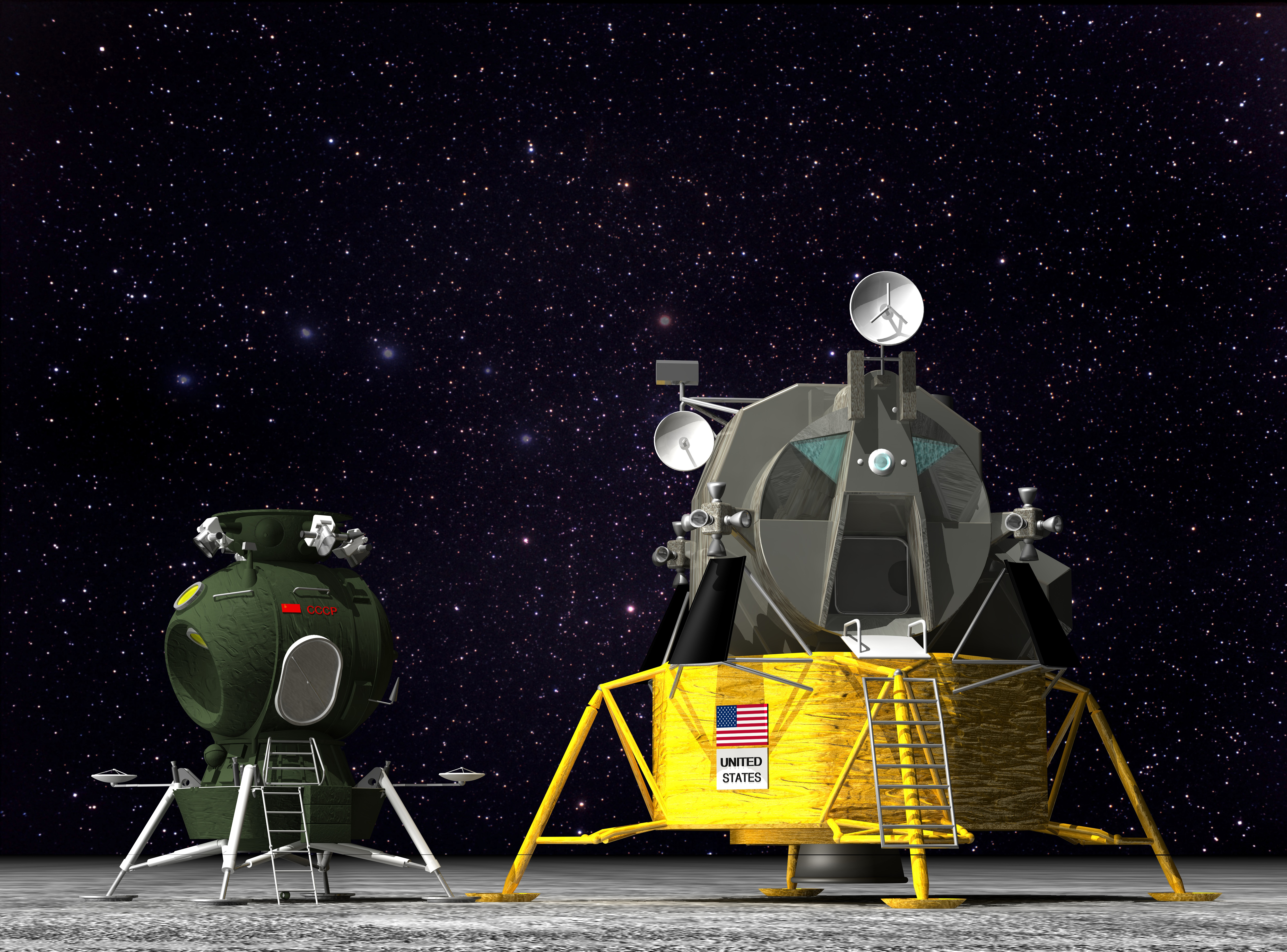
Größenvergleich zwischen dem LK und der Apollo-Mondlandefähre

Die Kabine war auf 0,74 bar Innendruck ausgelegt und enthielt aus Platz- und Gewichtsgründen keinen Sitz. Der Kosmonaut stand an den Steuerelementen und wurde mit Spanngurten gesichert, um unerwünschte Schwerpunktverschiebungen zu vermeiden. Vor ihm befand sich ein Fenster zur Beobachtung der Mondoberfläche, das bei manuellen Landungen genutzt werden sollte. Der Ein- und Ausstieg erfolgte über eine ovalförmige Luke.

### Kopplungssystem
Aus Gewichtsgründen verzichtete man auf einen unter Druck stehen Durchgangstunnel zwischen dem LK und dem LOK; der Kosmonaut sollte stattdessen per Außenbordeinsatz umsteigen. Dadurch konnte ein einfaches Kopplungssystem verwendet werden: Das LK, das die passive Rolle übernahm, trug oberhalb der Kabine ein 1,8 m großes Titanpanel mit 108 hexagonalen Öffnungen. Der Andocksporn des LOK konnte in eine dieser Öffnungen eindringen und so eine stabile mechanische Verbindung herstellen.

## Testflüge
Da die Entwicklung der N1-Rakete scheiterte, kam es nie zu bemannten Mondflügen mit dem LK. Es wurden jedoch drei unbemannte Testflüge im Erdorbit unter Kosmos-Tarnbezeichnungen durchgeführt, bei denen Prototypen ohne Landebeine eingesetzt wurden. Als Trägerrakete diente die speziell modifizierte Sojus-L, eine Variante der Sojus-Rakete mit verstärkter zweiter Stufe und vergrößerter Nutzlastverkleidung.
- Kosmos 379 startete am 24. November 1970 in einen Orbit von 192 × 233 km. In den folgenden acht Tagen wurde das Apogäum des Orbits bei zwei Triebwerkstests auf etwa 14000 km angehoben. Anschließend wurde mit dem Lageregelungssystem das Andockmanöver an den LOK simuliert.
- Kosmos 398 startete am 26. Februar 1971 in einen Orbit von 189 × 252 km. Wie bei der Vorgängermission kam es zu zwei Triebwerkstests, die das Apogäum auf 10900 km anhoben.
- Kosmos 434 startete am 12. August 1971 in einen Orbit von 188 × 267 km. Die zwei Triebwerkstests hoben das Apogäum auf 11400 km an. Im August 1981 trat das Raumschiff über Australien unkontrolliert wieder in die Erdatmosphäre ein; die Warnung der sowjetischen Behörden war die erste offizielle Bestätigung, dass das sowjetische bemannte Mondprogramm überhaupt existierte.[4]